# تاكيشي إينو
تاكيشي إينو (باليابانية: 井上 健) (مواليد 30 سبتمبر 1928)، هو لاعب كرة قدم ياباني سابق كان يلعب كلاعب وسط. سبق له أن لعب مع منتخب اليابان.

## وصلات خارجية
- تاكيشي إينو على موقع ناشيونال فوتبول تيمز (الإنجليزية)

- National Football Teams
- Japan National Football Team Database